# Romuald Lipko
Romuald Ryszard Lipko (ur. 3 kwietnia 1950 w Lublinie, zm. 6 lutego 2020 tamże) – polski kompozytor i multiinstrumentalista, a także autor tekstów. Wieloletni basista i klawiszowiec zespołu Budka Suflera.

## Życiorys
Ukończył podstawową szkołę muzyczną, z liceum muzycznego został wydalony za udział w programie telewizyjnym. Ukończył naukę w I Liceum Ogólnokształcącym im. Stanisława Staszica w Lublinie. W 1966 założył z Andrzejem Szczodrowskim zespół Tramp, który działał przy Domu Kultury WSK w Świdniku. Od początku lat 70. był basistą, a później głównie klawiszowcem i kompozytorem w zespole Budka Suflera. Niektóre z jego pierwszych kompozycji w Budce to Piosenka, którą być może napisałby Artur Rimbaud, Zdarzenie oraz Biały demon. W 1978 przejął rolę lidera Budki Suflera, po odejściu wokalisty Krzysztofa Cugowskiego. Jego największym sukcesem komercyjnym okazała się płyta Nic nie boli, tak jak życie, wydana w 1997. Sprzedała się w ponad milionowym nakładzie. Sukcesem muzycznym był występ w nowojorskiej Carnegie Hall i sesja nagraniowa w Village Studio w Los Angeles pod okiem Grega Phillinganesa. Współpracował wtedy z Marcusem Millerem, Steve’em Lukatherem i Sheilą E.
Romuald Lipko współpracował z wieloma polskimi wokalistkami. Pisał piosenki m.in. dla Anny Jantar (Nic nie może wiecznie trwać, Do żony wróć, Układ z życiem), Urszuli (Dmuchawce, latawce, wiatr, Malinowy król, Za twoje zdrowie mała, Temat Bożeny), Ireny Jarockiej (To za mało, Nie odchodź jeszcze, Lato dzikich róż), Zdzisławy Sośnickiej (Aleja gwiazd, W kolorze krwi, Serce pali się raz, Powiedz mi panie, Będzie co ma być), Izabeli Trojanowskiej (Jestem twoim grzechem, Wszystko czego dziś chcę, Nic za nic), Barbary Sikorskiej (CDN, Mniejsze zło, Gramatyka miłości, Zakochajmy się jak dzieci), Ireny Santor (Jak fart, to fart, Jeszcze kochasz mnie), Maryli Rodowicz (Tak nam słodko, tak nam gorzko), Eleni (Postaw na mnie, a zatrzymam deszcz), Dariusz Kordek (Kraty i drzwi, Lećmy do gwiazd, I tylko cień).
W 2005 ukazała się kompilacja Przeboje Romualda Lipko, zawierająca piosenki skomponowane przez niego i śpiewane m.in. przez Annę Jantar, Izabelę Trojanowską, Urszulę, Irenę Santor, Zdzisławę Sośnicką, Marylę Rodowicz i Małgorzatę Kożuchowską. Niektóre z nich były premierowe, jak Układ z życiem Anny Jantar odnaleziony w archiwum Lipki.
Prowadząc działalność poza zespołem, od roku 1984 wspólnie z Jarosławem Kukulskim, Natalią Kukulską, Eleni Tzoka, Haliną Frąckowiak, Zbigniewem Hołdysem, Markiem Karewiczem, Michałem Rybczyńskim, Danutą Mizgalską, był członkiem honorowym Klubu Muzycznego im. Anny Jantar, którego prezesem była Agata Materowicz.
W 2015 założył zespół Romuald Lipko Band, w skład którego weszli m.in. Izabela Trojanowska, Felicjan Andrzejczak oraz Grzegorz Wilk. Rok później Lipko zainwestował w biznes alkoholowy, zakładając spółkę Muzyczne Alkohole, która na początku 2017 roku wprowadziła na rynek wódkę marki Jolka, Jolka pamiętasz.
W lipcu 2019 zdiagnozowano u niego nowotwór dróg żółciowych wątroby. Zmarł 6 lutego 2020, po ponad półrocznej walce z chorobą. 12 lutego 2020 został pochowany na cmentarzu przy ulicy Lipowej w Lublinie (sektor 29-28-4). 
W 2023 pośmiertnie otrzymał honorowe obywatelstwo Kazimierza Dolnego, a wyróżnienie odebrała wtedy żona muzyka wraz z wnuczką Laurą. 

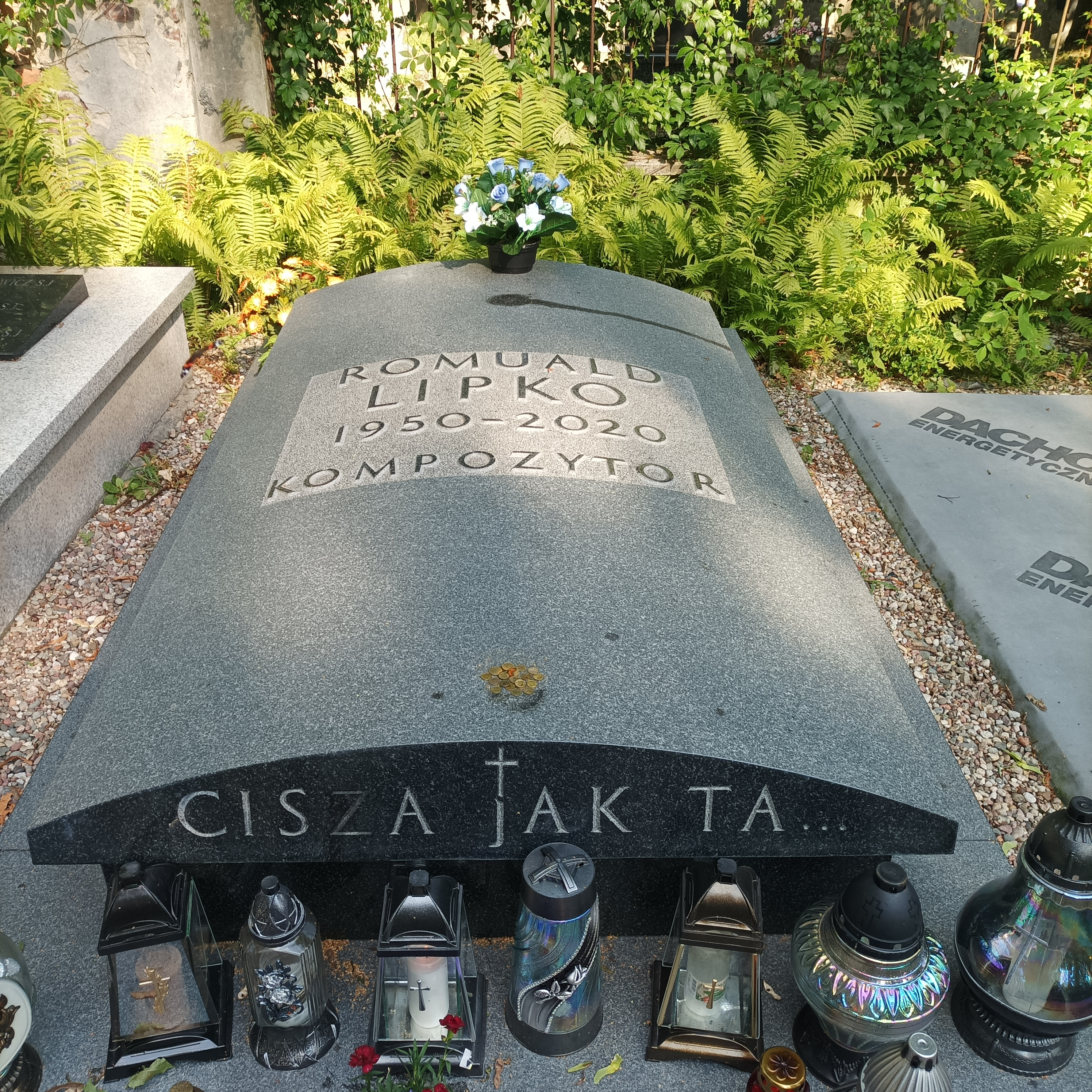
Grób Romualda Lipki na cmentarzu przy ulicy Lipowej w Lublinie

## Życie prywatne
Był żonaty z Dorotą, mieli syna Remigiusza. Mieszkał przy ul. Słonecznej w Kazimierzu Dolnym.

## Filmografia

### Filmy dokumentalne
- 1999 – Budka Suflera – 25 lat później (reżyseria: Natasza Ziółkowska-Kurczuk)
- 2000 – Budka Suflera w Nowym Yorku (reżyseria: Maciej Dejczer)[12]
- 2008 – Historia polskiego rocka (reżyseria: Leszek Gnoiński, Wojciech Słota)
- 2011 – Budka Suflera In The Village (cz.1 i cz.2) (reżyseria: Bolesław Pawica)
- 2018 – Budka in the Village. Los Angeles 2004 (reżyseria: Radosław Tobolski)[13][14]
- 2025 – Romuald Lipko – niezapomniane melodie (reżyseria: Robert Żurakowski)[15]

### Ścieżka dźwiękowa (z Budką Suflera)

#### Filmy
- 1976 – Przepraszam czy tu biją? – w utworze „Podarowany dzień”[16]
- 1984 – Alabama – w utworze „Moja Alabama”
- 1987 – Pay Off – w utworze „Temat z filmu Pay Off”
- 2002 – Przedszkolandia – „Dzieci to my sami”[17]
- 2009 – Zwerbowana miłość – w utworze „Jolka, Jolka... pamiętasz”[17]
- 2012 – Być jak Kazimierz Deyna – w utworze „Takie Tango”[17]
- 2013 – Jaskółka – w utworze „Totalna Hipnoaza” (z Urszulą)[17]
- 2015 – CRACHE COEUR – w utworach „Jestem Twoim grzechem” (z Izabelą Trojanowską) i „Dmuchawce, latawce, wiatr” (z Urszulą)[17]
- 2016 – Fale – „Dmuchawce, latawce, wiatr” (z Urszulą)[17]

#### Seriale telewizyjne
- 2000–2002 – Adam i Ewa – w utworze z czołówki serialu[18][19][20]
- 2018 – Rojst – „Jestem Twoim grzechem” (z Izabelą Trojanowską)[17]

## Ordery i odznaczenia
- Krzyż Kawalerski Orderu Odrodzenia Polski (3 grudnia 2014)[21]
- Srebrny Medal „Zasłużony Kulturze Gloria Artis” (3 marca 2015)[22]

## Nagrody
- Nagroda 100-lecia ZAiKS-u (2018)[23]

## Upamiętnienie
Muszla Koncertowa w Lublinie nosi imię Romualda Lipki.